# فريد غاييبوف
فريد فازيل أوغلي غاييبوف (بالأذرية: Fərid Fazil oğlu Qayıbov) (24 أبريل 1979، باكو)، يشغل منصب وزير الشباب والرياضة في جمهورية أذربيجان اعتباراً من 7 سبتمبر عام 2021،  ويشغل منصب رئيس الاتحاد الأوروبي للجمباز، ورئيس اتحاد أذربيجان للجمباز.

## حياته وتعليمه
ولد فريد غاييبوف في مدينة باكو يوم 24 أبريل 1979. بعد انهاء دراسته في المدرسة الثانوية إلتحق بكلية تنظيم وإدارة الأعمال في معهد أذربيجان لإدارة الاقتصاد الوطني التابع لمجلس الوزراء في عام 1955. وتخرج بدرجة بكالوريوس في عام 1999، ودرجة ماجستير في عام 2001.
وفي عام 2014، حصل ف. غاييبوف على اللقب الأكاديمي لمرشح العلوم التربوية من جامعة لسكافت الوطنية للتربية البدنية والرياضة والصحة في سانت بطرسبرغ، روسيا.

## نشاطه في حقل النفط
- من عام 2000 إلى عام 2001 عمل فريد غاييبوف في مستودع قسم إنتاج النفط والغاز «بالاخانينت» التابع لشركة النفط الحكومية لجمهورية أذربيجان.

- في الفترة 2001-2003، عمل مستشاراً اقتصادياً في إدارة التخطيط التابعة لقسم النفط والغاز في «سوكار» لشركة النفط الحكومية لجمهورية أذربيجان «بالاخانيفت».[4]

## نشاته في حقل الرياضة
من عام 2003 إلى عام 2005، عمل ف. غاييبوف منصب مدير الرياضة واللوجستيات في الإتحاد الأذربيجاني للجمباز، وساهم بنشاط في تنظيم 3 كؤوس عالم في الجمباز الإيقاعي (2003، 2004، 2005)، واللجان المنظمة المحلية للدورة السابعة والعشرين. كأس العالم (2005) ودورة الحكام الدولية (2007) في الجمباز الفني التي أقيمت في باكو.
في الفترة 2005-2006، كان فريد غاييبوف مديرًا عامًا لـ AWF، وفي عام 2006، تم انتخابه أمينًا عامًا للاتحاد خلال المؤتمر الانتخابي للتقارير.
في الأعوام 2006-2007، 2008-2009 و2013-2014، عمل منصب المدير التنفيذي للجان المنظمة المحلية لثلاثة أحداث جمباز أوروبية (2007، 2009، 2014) أقيمت في باكو. وفي عام 2008، أصبح عضوًا في مجلس الاتحاد الدولي للجمباز للفترة الأولمبية 2008-2012 خلال المؤتمر السابع والسبعين للاتحاد الذي عقد في هلسنكي، فنلندا.
- كان عضواً في لجنة أولمبية وطنية منذ عام 2013.[5]
- أعيد انتخابه كأمين عام في اجتماع اللجنة التنفيذية للاتحاد الأوروبي للجمباز في 24 ديسمبر 2015.

- عين فريد غاييبوف في منصب وزير الشباب والرياضة لجمهورية أذربيجان في 7 سبتمبر عام 2021 بموجب مرسوم رئيس جمهورية أذربيجان إلهام علييف.[6]